# Cordillera Huayhuash
De Cordillera Huayhuash is een bergketen in de Andes in Peru.
Het is een bekend klimgebied voor alpinisten die buiten Europa hoge bergen willen beklimmen. De meeste bergen vallen in de categorie steile sneeuw- en ijsroutes. Er liggen 6 toppen van meer dan 6000m hoogte, waarvan de Yerupajá met 6617 m de hoogste is. De bekendste berg in dit gebied is de Siula Grande, waar Joe Simpson (schrijver en alpinist) bijna is verongelukt. Hij schreef daarover het boek Touching the Void, er werd ook een film van gemaakt. De Cordillera Huayhuash is een ver afgelegen gebied waar veel trekkings gemaakt worden; het is ook een beschermd natuurgebied (ANP).

## Trekking
De Cordillera Huayhuash is de laatste jaren bekend geworden door het Huayhuash Circuit, een trekkinggebied dat beschouwd wordt als een van de uitdagendste trekkinggebieden van Zuid-Amerika. Het circuit wordt als uitdagender gezien dan de beroemde Incapaden in het zuiden van Peru. Het gebied is minder druk dan het populaire trekkinggebied in de Cordillera Blanca. Een trekking over het circuit duurt doorgaans tussen de tien en veertien dagen, afhankelijk van de genomen route. De trekking bevindt zich vooral boven de vierduizend meter en boven de boomgrens, zodat het landschap ruig en bergachtig is.
De uitzichten worden als spectaculair ervaren en het landschap staat bekend om gletsjermeren, de hoge en onbereikbare toppen en warme waterbronnen. In het gebied komt de Condor veelvuldig voor. Verder zijn er; lama's, alpaca's en viscachas. Het trekkingseizoen is in de droge wintermaanden van mei tot september.
De grote stad Huaraz op meer dan honderd kilometer is de gebruikelijke basis voor een trekking in het gebied. De daadwerkelijke trekking begint meestal in Chiquián ("de Poort naar de Huayhuash").

## Lijst van Bergtoppen in de Cordillera Huayhuash
- Alleen bergtoppen met een naam worden genoemd.

De namen van de meeste bergen vinden hun oorsprong in het Quechua, de taal van de plaatselijke indianen.

### Hoofdketen
Van Noord naar zuid
- Ninashanca (5607 m)
- Rondoy (5870 m)
- Mitaraju (5750 m)
- Jirishanca Chico (5446 m)
- Jirishanca (6094 m)
- Yerupaja Chico (6089 m)
- El Toro (5830 m)
- Yerupaja (6617 m)
- Siula Grande (6344 m)
- Seria Punta (5567 m)
- Sarapo (6127 m)
- Sarapococha (5370 m)
- Carnicero (5960 m)
- Nevada Suerococha (5625 m)
- Nevada Jurau (5674 m)
- Nevada Huaraca (5537 m)
- Nevada Quesillo (5600 m)
- Trepecio (5653 m)
- Sueroraju (5439 m)
- Cuyoc (5550 m)

### Subketen
Van oost naar west:
- Seria Norte (5860 m)
- Seria (5543 m)
- Seria Sur (5230 m)
- Rasac (6040 m)
- Tsacra Chico (5548 m)
- Tsacra Grande (5774 m)
- Huacrish (5622 m)
- Ancocancha Este (5557 m)
- Ancocancha (5560 m)
- Nevada Suerococha (5350 m)